# Bataille de Kampar
 (février 2025).
Théâtre d'Asie du Sud-Est de la Guerre du Pacifique
Batailles
Campagne de Malaisie
- Invasion japonaise de la Malaisie
- Opération Krohcol
- Occupation japonaise de la Malaisie
- Attaque du Prince of Wales et du Repulse
- Bataille de Jitra
- Gurun
- Kampar
- Slim River
- Gemas (en)
- Muar
- Endau (en)

Japon :
- Raid de Doolittle
- Bombardements stratégiques sur le Japon (Tokyo
- Yokosuka
- Kure
- Hiroshima et Nagasaki)
- Raids aériens japonais des îles Mariannes
- Campagne des archipels Ogasawara et Ryūkyū
- Opération Famine
- Bombardements navals alliés sur le Japon
- Baie de Sagami
- Invasion de Sakhaline
- Invasion des îles Kouriles
- Opération Downfall
- Reddition du Japon

Pacifique central :
- Pearl Harbor
- Guam (1941)
- Wake
- Raid sur les îles Gilbert et Marshall
- Opération K
- Midway
- Opération RY
- Campagne des îles Gilbert et Marshall
- Campagne des îles Mariannes et Palaos
- Campagne des archipels Ogasawara et Ryūkyū
- Opération Inmate

Pacifique du sud-ouest :
- Nauru
- Invasion des Philippines (1941-42)
- Invasion des Indes orientales néerlandaises
- Opérations de l'Axe dans les eaux australiennes
- Raids aériens japonais sur l'Australie (1942-43)
- Opération Ke
- Campagne des îles Salomon
- Campagne de Nouvelle-Guinée
- Campagne des Philippines
- Campagne de Bornéo (1945)

Asie du sud-est :
- Invasion de l'Indochine (1940)
- Océan Indien (1940-45)
- Guerre franco-thaïlandaise
- Invasion de la Thaïlande
- Campagne de Malaisie
- Hong Kong
- Singapour
- Campagne de Birmanie
- Opération Kita
- Indochine (1945)
- Détroit de Malacca
- Opération Jurist
- Opération Tiderace
- Opération Zipper
- Bombardements stratégiques (1944-45)

Guerre sino-japonaise
Front d'Europe de l’Ouest
Front d'Europe de l’Est
Bataille de l'Atlantique
Campagnes d'Afrique, du Moyen-Orient et de Méditerranée
Théâtre américain
La bataille de Kampar, qui se déroula du 30 décembre 1941 au 2 janvier 1942, constitua une confrontation significative au cours de la campagne de Malaisie pendant la Seconde Guerre mondiale. Cet affrontement opposa les forces britanniques et indiennes, issues de la 11e Division d'Infanterie indienne, aux troupes japonaises de la 5e Division.
Le 27 décembre 1941, dans l'intention manifeste de prévenir l'assujettissement de la RAF basée à Kuala Lumpur, la onzième division d’infanterie indienne entreprit d’occuper Kampar. Cette localité, dotée d’une configuration topographique naturellement avantageuse, constituait un bastion défensif de choix. Simultanément, il leur incomba de temporiser l’avancée des forces nippones, afin de permettre à la neuvième division d’infanterie indienne de se désengager et de se replier depuis la côte orientale de la Malaisie. Les forces impériales japonaises, animées du dessein de faire de la conquête de Kampar un présent de Nouvel An à l’empereur Hirohito, s’emploient dès le 30 décembre à encercler les positions britanniques et indiennes. Le lendemain, les hostilités s’enclenchèrent avec une intensité croissante. Durant quatre jours, les contingents alliés opposèrent une résistance opiniâtre, usant des reliefs avantageux pour contrarier les assauts répétés de l’ennemi. Cependant, le 2 janvier 1942, les troupes britanniques et indiennes se retirèrent en bon ordre, ayant atteint leur objectif stratégique de ralentir significativement l'avancée japonaise. Par cette manœuvre, elles préservèrent l’intégrité de leurs forces et facilitèrent le redéploiement nécessaire sur d’autres positions.

## Contexte

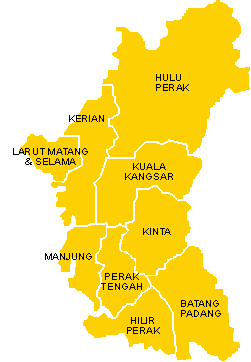
Carte représentant l'État de Perak. Kampar est situé dans le district de Kinta.

Le site qui surplombe Kampar repose sur une éminence que l'on désigne aujourd'hui sous l'appellation de Green Ridge. Cette crête, ainsi que celles adjacentes de Thompson, Kennedy et Cemetery, domine la voie principale s'étendant vers le sud d’Ipoh, en Perak, et se distingue par une importance stratégique notable. Ces reliefs se dressent au sommet du Gunung Bujang Melaka, une montagne calcaire culminant à 4070 pieds. Cette élévation, densément boisée de jungle, offrait néanmoins des perspectives dégagées sur les plaines environnantes, émaillées de sites d’extraction d’étain à ciel ouvert et de marécages. Située à l’est de la cité de Kampar, la montagne se caractérise par des pentes abruptes qui conduisent directement à la route menant à la ville. La maîtrise de cette région, comprenant à la fois Kampar et le Gunung Bujang Melaka, aurait conféré aux forces japonaises un avantage stratégique considérable, leur permettant de jouir d’une vue panoramique sur la vallée de Kinta, sise au sud. Les forces alliées, conscientes de ces implications tactiques, savaient pertinemment que la prise de Kampar par la cinquième division de l’armée impériale japonaise offrirait à cette dernière une position privilégiée, lui permettant d’asseoir son contrôle sur la vallée de Kinta et de s’y établir comme point d’appui.
Lors de l’entame de la campagne de Malaisie par la XXVe armée commandée par le général Tomoyuki Yamashita, le IIIe corps indien, chargé de défendre le septentrion de la Malaisie, fut contraint à une série de retraites successives et périlleuses en direction du sud. Ces reculs, décrétés par le haut commandement de Malaisie, entraînèrent une désorganisation sévère et des pertes accablantes parmi l’infanterie britannique. Les affrontements de Jitra, Kroh, Alor Star et Gurun infligèrent à la XIe division indienne des pertes si considérables que les bataillons britanniques et indiens qui la composaient furent, dans leur majorité, amalgamés. Avec la chute de la province de Kedah, la XIIe brigade d’infanterie indienne, constituant la réserve du commandement de Malaisie et aguerrie aux exigences de la guerre en jungle, fut dépêchée pour suppléer la XIe division. Prenant en main la délicate manœuvre d’un retrait stratégique, cette brigade conduisit un recul ordonné et habile en direction de la position fortifiée de Kampar, infligeant des pertes significatives aux avant-gardes nippones. La mission impartie à la XIIe brigade consistait à temporiser suffisamment pour permettre la réorganisation de la XIe division ainsi que la mise en état des défenses dans le secteur de Kampar. Cette tâche, quoique ardue, fut exécutée avec un discernement tactique remarquable, permettant de ralentir l’avance ennemie tout en ménageant les forces disponibles pour les combats à venir.

### Positions britanniques
Parmi les trois brigades constituant la onzième division indienne, deux d'entre elles – la sixième et la quinzième brigades d’infanterie indiennes – avaient été amalgamées pour former une seule unité, dénommée 15e/6e brigade, placée sous l’autorité du brigadier Henry Moorhead, lequel commandait auparavant la colonne Krohcol. Cette nouvelle formation comprenait les débris du 1er régiment de Leicestershire et du 2e régiment de l’Est de Surrey, désormais unifiés sous l’appellation de "bataillon britannique", ainsi qu’un régiment composite Jat-Punjab, né de la fusion des rescapés du 1/8e régiment du Pendjab et du 2/9e régiment Jat. Les régiments restants de la brigade – à savoir le 1/14e Pendjab, le 5/14e Pendjab et le 2/16e Pendjab – demeuraient en position de couverture à l’arrière du dispositif établi à Kampar. Toutefois, en dépit de cette intégration de forces éparses, la 15e/6e brigade ne pouvait guère aligner plus de mille six cents hommes. Par ailleurs, la 28e brigade Gurkha, sous le commandement du brigadier Ray Selby, bien que demeurée intacte d’un point de vue organique, souffrait de grandes faiblesses tant en termes d’effectifs que de moral. En effet, ses trois bataillons Gurkha avaient essuyé de lourdes pertes lors des engagements successifs autour de Jitra, Kroh, Gurun et Ipoh, circonstances qui n’avaient pas manqué de grever leur efficacité opérationnelle.
Le général de division Archie Paris, investi temporairement du commandement de la onzième division, se trouva chargé de défendre un périmètre stratégique étendu, s'étirant de la côte jusqu'à Telok Anson (aujourd'hui Telok Intan) pour culminer dans les positions retranchées de Kampar. Ce dispositif défensif, savamment choisi, s'adossait à la majestueuse colline de Kampar, appelée Gunong Brijang Malaka, laquelle surplombait avantageusement la progression des forces nippones tout en s'enveloppant d'une dense forêt équatoriale, favorable à une dissimulation ingénieuse. Paris établit des observateurs d’artillerie sur les pentes avancées de la colline, confiant leur protection à la 15e/6e brigade, positionnée sur le flanc occidental. Quant à l’extrémité orientale du dispositif, elle fut confiée à la 28e brigade Gurkha, aguerrie et intrépide, destinée à assurer la couverture du flanc droit. Ces deux formations combatives reçurent l’appui du 88e régiment d’artillerie de campagne, lequel manœuvrait des canons d’un calibre de 25 livres, ainsi que des pièces de 4,5 pouces, dévolues au 155e régiment d’artillerie de campagne. Lorsque la 12e brigade franchit les positions de Kampar, Paris l’assigna à la couverture de la côte, veillant ainsi à sécuriser la ligne de retraite stratégique en direction de Telok Anson. L’ensemble de ces dispositions militaires, marquées par une organisation méthodique et une exploitation habile du relief et des ressources naturelles environnantes, s’inscrivait dans une tentative résolue de freiner l’avancée inexorable des forces adverses en cette année 1941.

### Positions japonaises
La force d’offensive japonaise émanait de la 5e division nipponne placée sous la férule du lieutenant-général Takuro Matsui. L’assaut sur la colline de Kampar fut orchestré par le 41e régiment d’infanterie, lequel, demeuré intact et en grande partie épargné par les affres du combat, comptait encore près de 4 000 hommes. Cette unité relevait de la neuvième brigade du général de division Saburo Kawamura, dont la composition se distinguait par la présence notable du 11e régiment, commandé par le colonel Watanabe, ainsi que du quarante et unième régiment, sous l’autorité du colonel Kanichi Okabe.

## Bataille

### Kampar

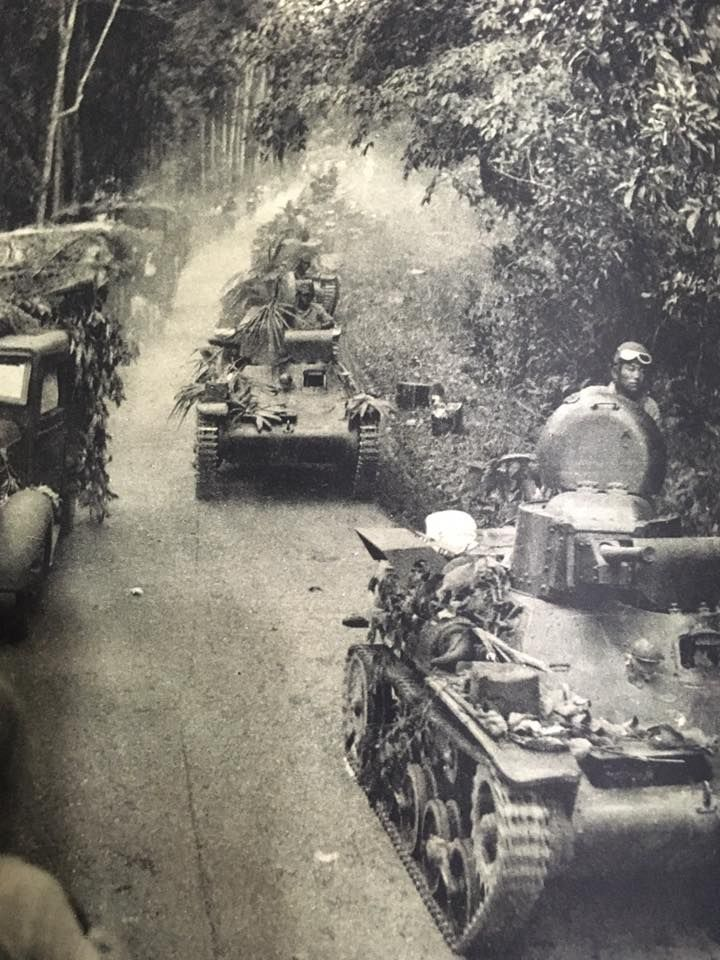
Chars japonais Type 97 Te-Ke suivis de leur infanterie à vélo avançant pendant la bataille, décembre 1941.

Le 30 décembre, la brigade de Kawamura parvint sur les lieux et entama l’encerclement méthodique ainsi que l’exploration des positions britanniques. Dès le lendemain, 31 décembre, Kawamura lança des assauts exploratoires contre les défenses de la 28e brigade des Gurkhas, solidement établies sur le flanc droit à proximité de la bourgade de Sahum. Ces opérations furent conduites par un bataillon du 11e régiment sous les ordres du colonel Watanabe. Une fois les positions des Gurkhas, habilement camouflées, identifiées avec précision, les troupes japonaises se disposèrent en formation d’attaque. C’est alors que les obusiers du 155e régiment d’artillerie de campagne, une unité du Lanarkshire Yeomanry, ouvrirent un feu concentré et soutenu, infligeant de lourdes pertes aux assaillants. Tout au long de cette journée, les attaques répétées du 11e régiment furent repoussées par la résistance acharnée des Gurkhas et l’appui décisif des tirs d’artillerie à courte portée. À la nuit tombée, en ce réveillon de la Saint-Sylvestre, le lieutenant-colonel Augustus Murdoch, commandant du 155e régiment de campagne, décréta qu’une salve de douze coups de canon serait tirée en direction des lignes japonaises, marquant de manière solennelle la fin de cette journée de combats acharnés.
À sept heures du matin, le 1er janvier 1942, Kawamura lança l'attaque principale contre le flanc occidental de la position de Kampar. Celle-ci fut menée par le 41e régiment, dont l'effort principal fut concentré sur la zone occupée par le bataillon britannique commandé par le lieutenant-colonel Esmond Morrison. Le 41e régiment engagea directement les positions britanniques, soutenu par des tirs de mortier d'une grande intensité. Les affrontements devinrent particulièrement violents, les positions japonaises et britanniques étant prises et reprises au prix de combats à la baïonnette. Les pertes du côté japonais furent considérables, et un flot continu de blessés passa devant le quartier général du colonel Okabe. En outre, outre les assauts de l'infanterie, les Japonais entreprirent des bombardements incessants et des tirs d'artillerie continus, mitraillant sans relâche les positions britanniques. Grâce à leur quasi-supériorité aérienne, les Japonais purent mener leurs attaques sans grande opposition aérienne. Face à leurs pertes croissantes, Matsui fit parvenir de nouvelles troupes pour les remplacer. Quant à la 15e/6e brigade, elle résista vaillamment, se maintenant solidement retranchée et dissimulée. Soutenue par la 88e artillerie de campagne (2e West Lancashire), elle parvint à défendre ses positions avec une ténacité remarquable pendant les deux jours de combats acharnés qui se déroulèrent sur les pentes occidentales de la colline de Kampar, sans le moindre renfort.
La férocité et la confusion des affrontements rapprochés autour du bataillon britannique se manifestèrent d'une violence inouïe au sein des positions avancées. Le lieutenant Edgar Newland, commandant un peloton de 30 hommes du régiment des Leicesters, occupait la position la plus excentrée de son bataillon. Ce peloton se trouva encerclé et isolé pendant une grande partie du combat, mais Newland, ainsi que ses hommes, parvinrent à repousser toutes les assauts ennemis et à maintenir leur position durant les deux journées de combat. Pour ces faits d'armes, Newland fut ultérieurement décoré de la Croix militaire.
Au cours de la bataille qui se prolongea durant deux journées, les forces impériales japonaises parvinrent à s'emparer de positions fortifiées sur le versant est de la crête de Thompson. Après deux tentatives infructueuses de la compagnie D du bataillon britannique et une troisième contre-attaque du bataillon Jat-Punjab, une compagnie mixte composée de 60 Sikhs et Gurjars du même bataillon fut alors mise en ligne dans le but de reprendre ces positions. Cette demi-compagnie, placée sous les ordres du capitaine John Onslow Graham et du lieutenant Charles Douglas Lamb, tous deux issus du 1/8e Punjab, chargea en se ruant sur les tranchées ennemies, baïonnette au canon. La riposte japonaise fut d'une violence inouïe, et trente-trois soldats, parmi lesquels Lamb, tombèrent au cours de cette offensive. Bien que grièvement blessé, Graham persista dans sa conduite de l'attaque, ne s'arrêtant que lorsque l'explosion d'une grenade lui brisa les deux jambes sous les genoux. Néanmoins, il continua d'inciter ses hommes à avancer, et l'on rapporta qu'il lança encore des grenades sur les positions adverses. L'assaut, bien que meurtrier, s'avéra couronné de succès : les positions furent reconquises. Au total, trente-quatre soldats indiens perdirent la vie dans cette action, mais la crête fut reprise. Graham, transporté d'urgence à l'hôpital militaire de Tanjung Malim, succomba à ses blessures le jour suivant. En reconnaissance de son comportement héroïque sur la crête de Thompson, il fut cité à l'ordre du jour.

### Telok Anson
Matsui, prenant conscience de la position inébranlable des forces britanniques à Kampar, se rendit vite à l'évidence qu'il lui serait impossible d’en venir à bout par une attaque directe. En conséquence, le général Yamashita donna l'ordre de procéder à des débarquements sur la côte occidentale, au sud de Kampar, dans les environs des positions défensives de la 12e brigade à Telok Anson. L'objectif était de contourner les lignes ennemies et de couper la voie de retraite de la 11e division. Le 11e régiment d'infanterie reçut pour mission de débarquer à Hutan Melintang, où il devait se diriger vers Telok Anson par le sud. Parallèlement, une force de la division des gardes impériaux se mit en marche par voie terrestre, suivant le cours de la rivière Perak, afin de frapper Telok Anson par le nord.
Les débarquements s'avérèrent fructueux, et Telok Anson fut capturée après une lutte acharnée, menée par la 3e cavalerie et la 1re compagnie indépendante, le 2 janvier 1942. Une fois cette localité tombée, les troupes de la 3e cavalerie et de la 1re compagnie indépendante se replièrent sur la 12e brigade, ce qui parvint à ralentir les avancées japonaises dans leur prise de la route principale reliant le nord au sud. Face à la menace pesant sur sa ligne de retraite, le major-général Paris ordonna l'abandon des positions de Kampar. La 12e brigade assura la couverture de la retraite de la 11e division, et les Britanniques se replièrent alors vers la position défensive préparée en amont à Slim River.
Au cours de la retraite des forces britanniques vers la rivière Slim, en 1942, le 4e régiment de la garde impériale, après avoir franchi la rivière Selangor, se rendit maître de la ville de Batang Berjuntai, mettant ainsi en péril la position stratégique de Kuala Selangor. Face à cette menace imminente, le général Percival, dans un souci de prévenir une avancée ennemie vers des zones vitales, fit dépêcher la 45e brigade, récemment arrivée, afin de contrer cette agression.

## Conséquences
Au cours de la période de quatre jours, comprise entre le 30 décembre 1941 et le 2 janvier 1942, la 11e division parvint à repousser les attaques japonaises, dont la détermination fut manifeste, et infligea de lourdes pertes à l'ennemi. Les pertes japonaises furent telles que le 41e régiment d'infanterie se trouva dans l'incapacité de participer à l'invasion subséquente de Singapour. Les journaux japonais de l'époque rapportèrent un total de 500 victimes parmi leurs troupes, contre 150 pertes du côté allié. Toutefois, aucune publication officielle n'apporta de précision sur les pertes réelles subies par les Japonais. Ce fut là la première défaite significative que les Japonais durent encaisser dans le cadre de leur campagne en Malaisie. Bien que cette bataille constitua un succès pour les Alliés, le manque de réserves au sein du commandement de la Malaisie, destinées à soutenir la 11e division, contraignit cette dernière à se replier en direction de la rivière Slim.